# Купуасу
Купуасу (порт. Cupuaçu) или Теоброма крупноцветна (лат. Theobroma grandiflorum) тропско је дрво из рода Theobroma, које припада породици слезова (Malvaceae). Близак је сродник какаовца.
Аутохтона је врста из Амазонске тропске кишне шуме чије аутохтоно становништво је користило плодове ове биљке још у претколумбовско време. Данас се комерцијано узгаја у северним државама Бразила, посебно у савезним државама Пара, Амазонас, Рондонија и Акре, те у влажним тропским пределима Боливије, Колумбије, Венецуеле, Еквадора и Перуа. У мањим количинама узгаја се и у Костарици и Мексику.

## Опис врсте
Капуасу је средње високо дрво просечне висине између 5 и 15 метара, док поједини примерци могу да нарасту и до 20 метара. Кора је смеђа и глатка. Листови су овални, крупни и кожасти, јарко зелене боје на лицу и сивкасти на наличју. Дужина листова варира од 23 до 35 центиметара, док је ширина од 6 до 10 центиметара. Лисна нерватура је пераста са 9 до 10 парова лисних нерава. Млади листови обично имају светло розу боју, а што су старији то добијају све тамније нијансе зелене боје.
Цветови су каулифлорични и развијају се директно на стаблу или на дебљим гранама, а опрашивање се врши углавном преко инсеката. Плодови су дугуљасти, смеђи и доста крупни, са просечном дужином до око 25 цм, ширином до 12 цм и тежином од 1 до 2 килограма. Са спољашње стране плода налази се од 4−7 мм дебео и тврд егзокарп који штити мекану и сочну унутрашњост плода.
Унутрашњост плода представља сочна и мекана бела пулпа слатко-киселкастог укуса која омотава између 25 и 50 семена распоређених у 5 гнезда. Пулпа има посебан укус који представља мешавину укуса чоколаде и ананаса. Плод садржи пуринов алкалоид теакрин. Плодови се користе свежи и за припрему сокова, слаткиша и бројних јела. Семе чини петину укупне масе плода, а садрже и до 50% масноћа које су по својим својствима доста сличне какао путеру.

## Хемијска својства
Плодови садрже танине, гликозиде, теограндине, катехине, кверцетине, кемпферол и изоскутелареине који му дају специфичну арому.
Такође садржи и кофеин, теобромин и теофилин који се могу наћи и у какау, али у знатно мањим количинама.
Купуасу маслад је триглицерид састављен од засићених и незасићених масних киселина које маслацу дају ниску тачку топљења од свега 30 ° и ствара компактну кремасту масу погодну за кондиторску индустрију (посебно код добијања беле чоколаде). Најважније масне киселине у купуасу бутеру су стеаринска (38%), олеинска (38%), палмитинска (11%) и арахидинска киселина (7%).
- Зрео располовљен плод купуасуа
- Купуасу маслац и семе
- Плод на стаблу
- Купуасу цвет